# Dorylus lamottei
Dorylus lamottei é uma espécie de formiga do gênero Dorylus.